# Coteaux-du-cher-et-de-l'arnon
Les coteaux-du-cher-et-de-l'arnon, anciennement vin de pays des coteaux du Cher et de l'Arnon, est un vin français d'indication géographique protégée de zone, produit dans les départements du Cher et de l'Indre .

## Histoire

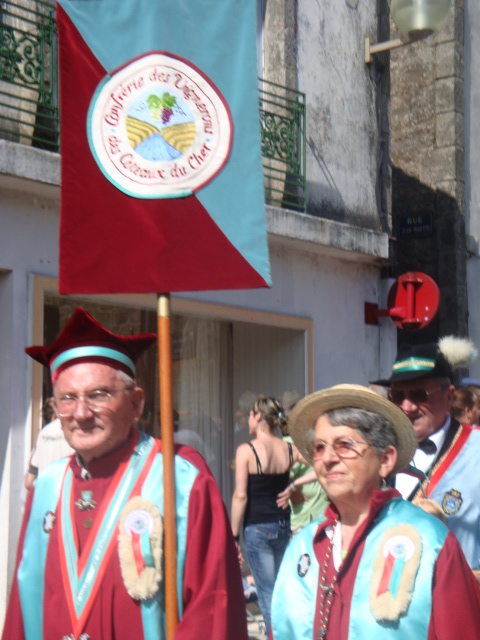
Confrérie des vignerons

La culture de la vigne est ancienne sur ce territoire. En effet, la vigne était cultivée au VIIe siècle. 
Au XIVe siècle, tour à tour, Charles VII, Jean, duc de Berry, ainsi que plus tard Jacques Cœur favorisèrent son développement. 
Dès le milieu du XXe siècle, la qualité des vins produit dans la zone est reconnue. « La revue du 28 avril 1946 de la direction des services agricoles du Cher cite la notoriété régionale des vins des coteaux dominant les vallées du Cher et de l'Arnon dans les régions de Quincy, Lury. Elle fait état de la qualité remarquable des vins rouges élaborés à partir du pinot noir N et de l'originalité des vins gris ». 
Dans cette région viticole des Côteaux du Cher, est née en 1977, la Confrérie des Vignerons des Côteaux du Cher. Elle réunit 70 membres dont 40 viticulteurs. En 1981, ce vin est reconnu vin de Pays des Coteaux-du-cher-et-de-l'arnon.

## Géographie

### Aire de l'IGP

#### Les communes du Cher
8 communes sont concernées dans le Cher : Brinay, Cerbois, Chéry, Lazenay, Limeux, Lury-sur-Arnon, Preuilly et Quincy.

#### Les communes de l'Indre
2 communes sont concernées dans l'Indre : Diou et Reuilly.

### Climat
Le climat du territoire est de type semi-continental. La zone connaît aussi des influences océaniques. En moyenne, les précipitations annuelles sont de l'ordre de 600 mm. Quant aux températures, leurs variations est faible. L'ensoleillement est marqué en été. D'où des mois estivaux chauds et secs.

## Vignoble

### Encépagement

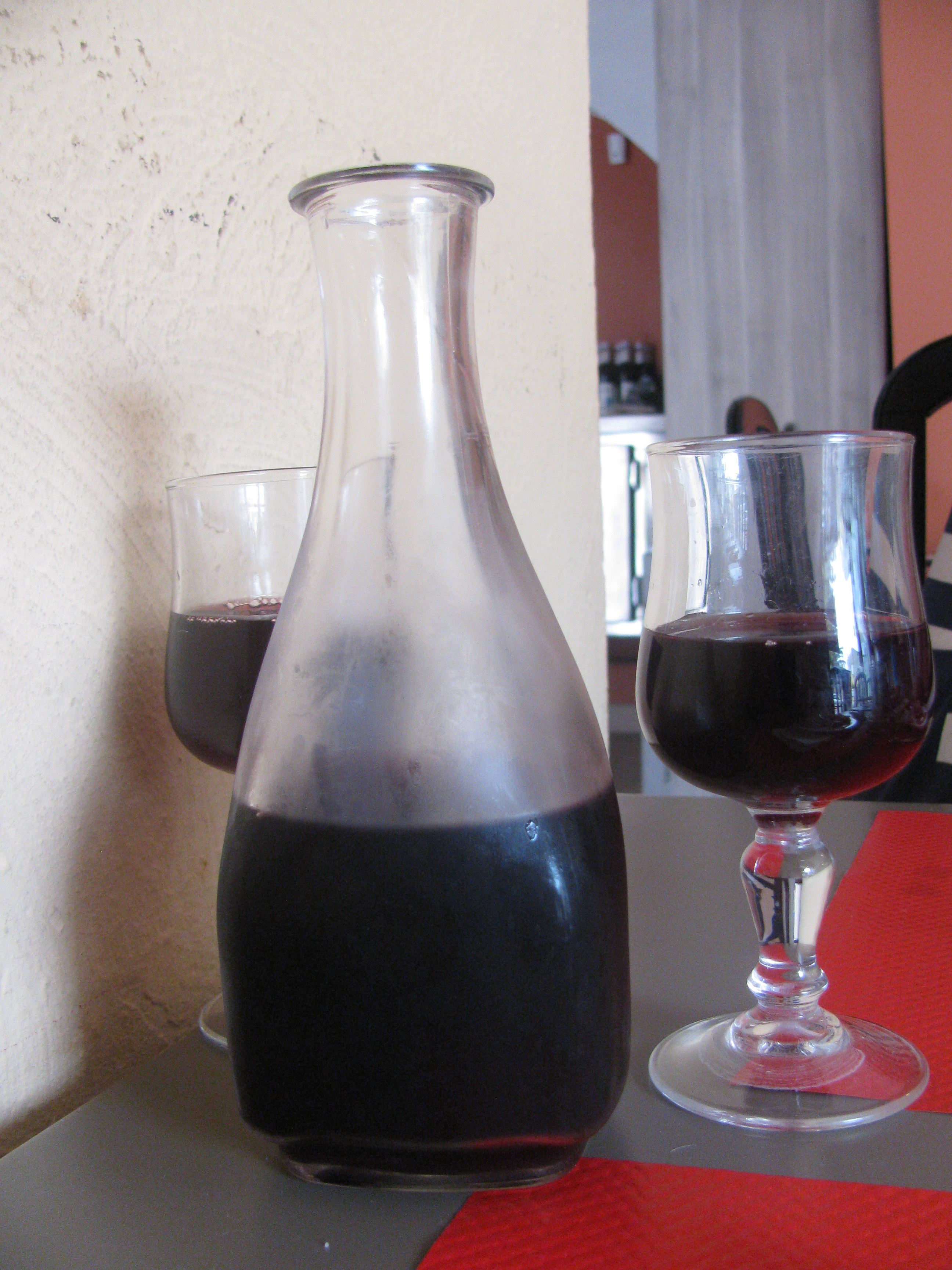
IGP Coteaux du Cher et de l'Arnon rouge

#### Cépages rouges
Les cépages utilisés pour les vins rouges sont le gamay N, le gamay de Bouze N, le gamay de Chaudenay N, le pinot gris G et le  pinot noir N.

#### Cépages rosés
Les cépages utilisés pour les vins rosés sont le gamay N, le gamay de Bouze N, le gamay de Chaudenay N, le pinot gris G, le pinot noir N,
le sauvignon B et le sauvignon gris G.

#### Cépages blancs
Les cépages utilisés pour les vins blancs sont le chardonnay B, le pinot blanc B. le sauvignon B et le sauvignon gris G.

### Types de vin
Il existe 3 labellisations différentes :
- Coteaux du Cher et de l'Arnon blanc[1]
- Coteaux du Cher et de l'Arnon rosé[2]
- Coteaux du Cher et de l'Arnon rouge[3]